# Ostrówek (powiat węgrowski)
Ostrówek – wieś w Polsce położona w województwie mazowieckim, w powiecie węgrowskim, w gminie Łochów. Ma status sołectwa.
| SIMC    | Nazwa   | Rodzaj  |
| ------- | ------- | ------- |
| 0679150 | Poterka | kolonia |

W latach 1975–1998 miejscowość należała administracyjnie do województwa siedleckiego.
Ostrówek położony jest na Równinie Wołomińskiej, na terenie otuliny Nadbużańskiego Parku Krajobrazowego. W okolicach miejscowości znajdują się rozległe tereny leśne i łąki.
We wsi znajduje się przystanek kolejowy Ostrówek Węgrowski.
Wieś jest siedzibą rzymskokatolickiej parafii Najświętszej Maryi Panny Królowej Polski w Ostrówku.

## Pochodzenie nazwy
Nazwa „Ostrówek”, według miejscowych podań ludowych, wywodzi się od „ostrych bagien”, w których łatwo można było się utopić, a które otaczały wieś ze wszystkich stron. Do dziś zachowały się tylko trzy. Pozostałe zarosły rozmaitą bagienną roślinnością. Pierwsze z nich, Bagno Łopiańskie (nazwa wywodzi się od miejscowości Łopianka, koło której owo bagno się znajduje) składa się z dwóch zbiorników wodnych tworzących specyficzny ekosystem. Powstały one w wyniku eksploatowania torfu i są przykładem wtórnego tworzenia się torfowiska. W lecie, na wodzie kwitną grzybienie białe. Na obszarze tym stanowiącym użytek ekologiczny rosną też inne chronione rośliny: bagno zwyczajne, konwalia majowa, kruszyna i rosiczka okrągłolistna. Bagienne brzegi upodobały sobie gniazdujące tu łabędzie nieme, kaczki i inne ptaki wodne.
Drugie z nich znajduje się nieopodal Bagna Łopiańskiego, jest jednak od niego o wiele mniejsze. Bagno to obecnie zapomniane jest przez wielu mieszkających w tych okolicach ludzi. Zachowując się odpowiednio cicho można tutaj obserwować czaple siwe i kaczki nurkujące w wodzie w poszukiwaniu pokarmu.
Trzecie z nich to Bagno Baczkowskie, nazywane także Bagnem Kielaka. Składa się z jednego dużego i kilku mniejszych bagien oddzielonych od siebie groblami, na których możemy zaobserwować nory piżmaków. Dodatkowo bagno to zamieszkują łabędzie, kaczki i wiele innych ptaków wodnych.
Tutejsze bagna są miejscem postoju kluczy gęsi zbożowych przelatujących tędy wiosną i jesienią.
Na pobliskich łąkach, pastwiskach i polach zobaczyć można wychodzące z lasów w poszukiwaniu pożywienia stada saren oraz zające.

## Zakład przemysłowy
Około 1884 roku Ludwik Loewenstein zbudował „Fabrykę Mebli Metalowych i Odlewnie Żelaza Morfeusz”. Meblami były łóżka metalowe „Higieniczne”. Fabryka rozbudowała się i poszerzyła produkcję o maszyny rolnicze. Od 1929 roku przedsiębiorstwo nazywa się „Fabryka Odlewów Żelaznych i Narzędzi Rolniczych oraz Warsztaty Mechaniczne Ostrówek – Spółka Akcyjna”. Spółka rozwijając się wykupiła nowe tereny i ziemie, na których był torf i glinka. W tym samym czasie zbudowano przystanek kolejowy, bocznicę w Ostrówku i remizę strażacką. Dobra koniunktura na maszyny rolnicze umożliwiła rozszerzenie produkcji o śrutownice zbożowe, wialnie zbożowe, siewniki 15-to rzędowe, sieczkarnie do buraków i ziemniaków. W okresie kryzysu gospodarczego w latach 1929–1934 ograniczono produkcję i zredukowano zatrudnienie. Od 1938 roku powrócono do normalnej produkcji. Wstrzymano produkcję 6 września 1939, a 10 września zakład zajęli żołnierze niemieccy. Przedwojenni właściciele opuścili fabrykę. Okupant uruchomił zakład, poszerzając produkcję o wyroby na potrzeby wojska. Po inwazji na Związek Sowiecki Niemcy podzielili teren fabryki drutem kolczastym i urządzili obóz dla jeńców sowieckich pod nazwą Stalag 333. Po drugiej stronie szosy wybudowano jeszcze większy podobny obóz. W obu obozach zmarło z głodu i chorób od 10 000 do 12 000 jeńców. W fabryce pracowało ponad 300 robotników. W lipcu 1944 produkcję wstrzymano z powodu nadejścia frontu. Część maszyn Niemcy zdołali wywieźć do Niemiec.
W połowie października 1944 roku udało się wznowić produkcję przez uruchomienie małej odlewni. Dostarczano małe żeliwne części do maszyn rolniczych i piasty do wozów. Odbudowę i remont budynków zakończono w 1948 roku i w tym samym czasie rozpoczęto budowę maszyn budowlanych: wyciągów jednomasztowych szybowych dźwigów budowlanych i podnośników transportowych. Od 1962 roku produkowano żurawie na podwoziach samochodowych od 3 do 6 tonowych oraz wózki transportowe.
W 1945 roku otwarto Zasadniczą Szkołę Zawodową.
W czerwcu 1971 roku powstał „Zakład – Bumar – Proma” z kombinatów „ZUT – Ostrówek” i „FMB Proma Łochów”. Do 1999 roku produkowano tu ładowarko-koparki KTO-162, NK-0451 B (z silnikiem Perkinsa), spycho–ładowarki KL-0102 (na ciągniku Ursus 4512).
Od kwietnia 1999 zakład zostaje wyłączony z produkcji i od 1 kwietnia 2000 wydzierżawiony fabryce „Pefbud” z Zambrowa, gdzie produkowano beton towarowy i prefabrykaty. Obecnie zakład nie istnieje.

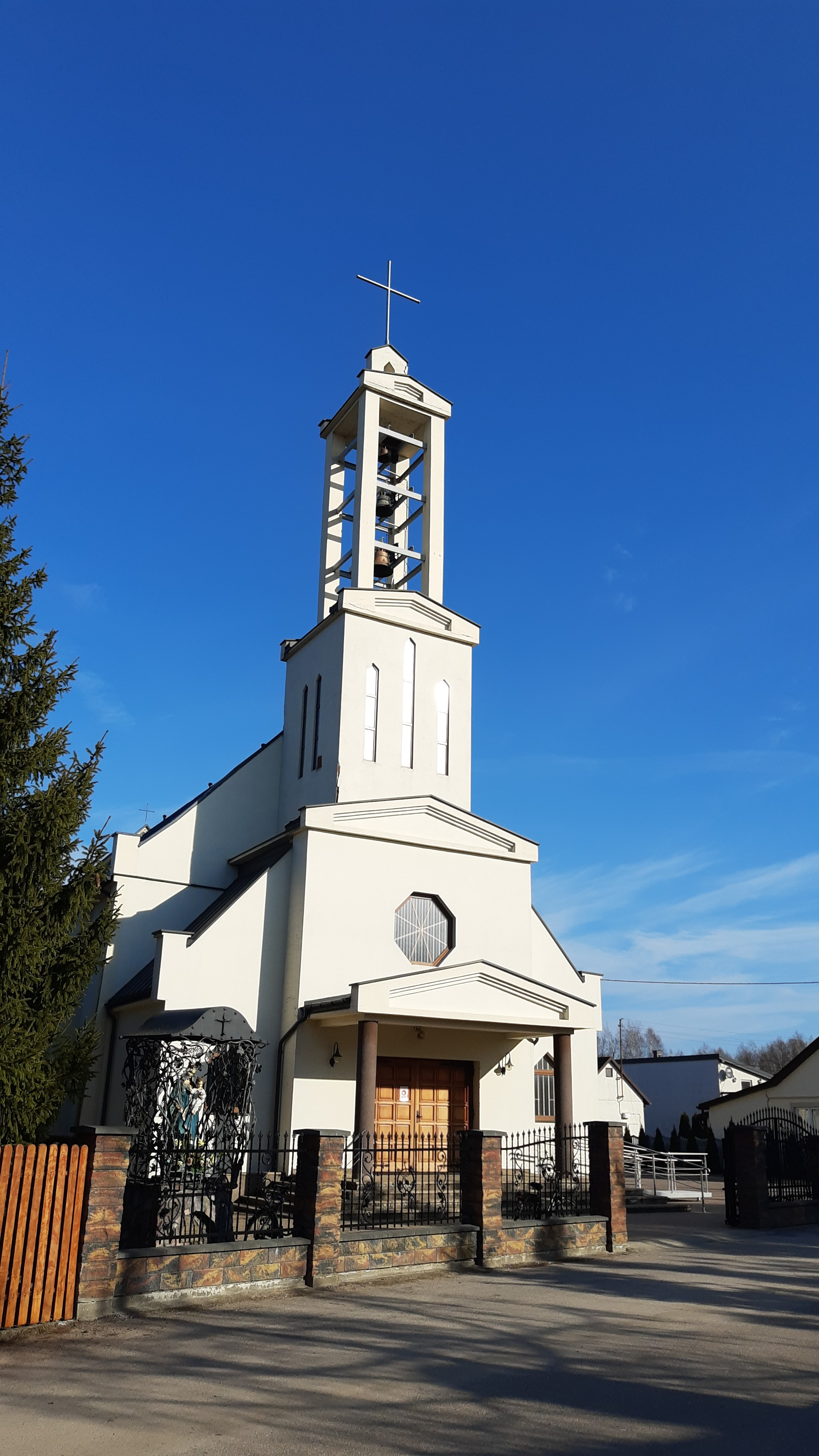
kościół NMP Królowej Polski